# Hydrocoloeus minutus
Il gabbianello (Hydrocoloeus minutus (Pallas, 1776)) è un uccello della famiglia dei Laridi e unico rappresentante del genere Hydrocoloeus.

## Sistematica
Hydrocoloeus minutus non ha sottospecie, è monotipico.

## Distribuzione e habitat
Questo gabbiano vive in tutta Europa, in gran parte dell'Asia e del Nord America, e nella parte settentrionale e occidentale dell'Africa. È saltuario in Groenlandia e Islanda, sulle isole dell'Atlantico, nella parte occidentale degli Stati Uniti e del Canada, nel Centro America, nei Caraibi, nel nord del Sud America, in Cina, Giappone e India.

## Galleria d'immagini

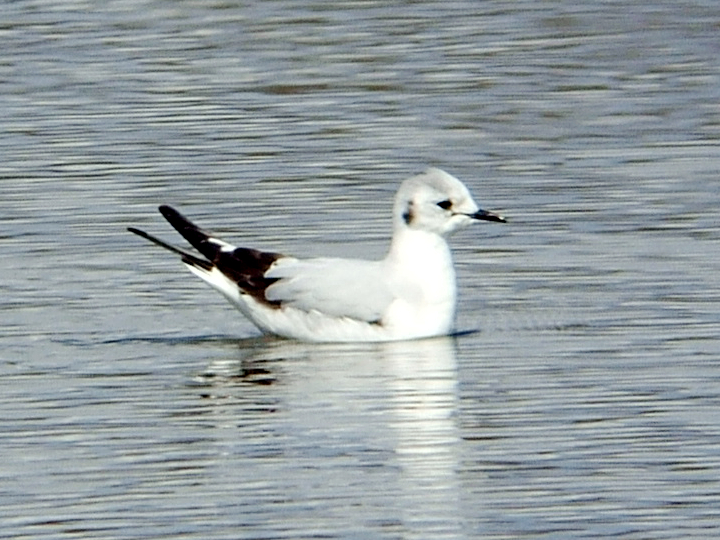
Pulcino in livrea estiva
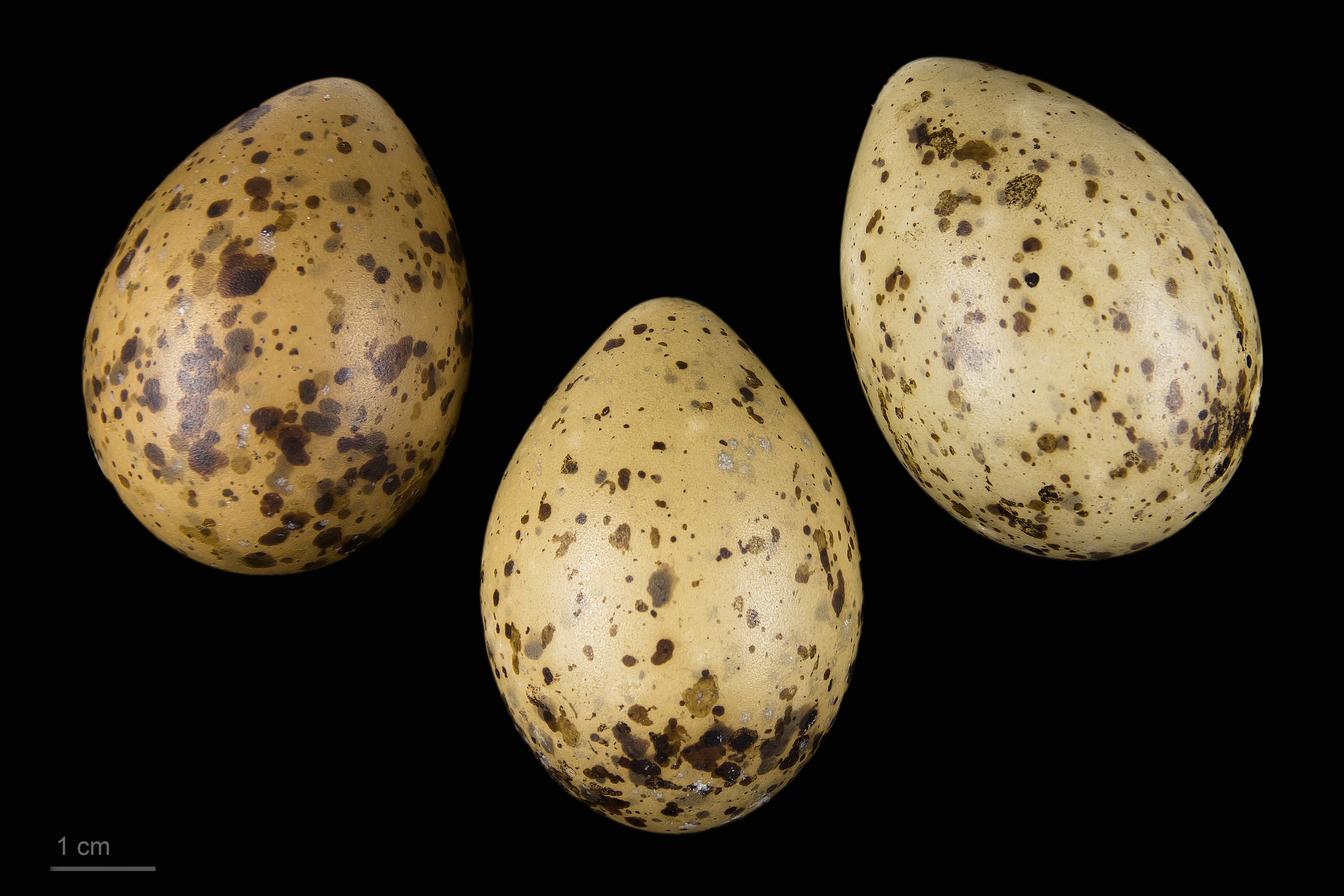
Museum specimen